# Emma de Frumerie
Emma Karolina Agnas de Frumerie, född 24 november 1978 i Karlstad, är en svensk violinist. 
Emma de Frumerie är utbildad vid Musikhögskolan vid Göteborgs universitet, Edsbergs Musikinstitut och Norges Musikhögskola. Hon innehar en tjänst som andraviolinist i Kungliga Filharmoniska Orkestern i Stockholm och har tidigare varit anställd i Göteborgs Symfonikers förstaviolinstämma. Hon är också medlem på violin och sång i SeLest, en indiepopgrupp som även tolkat Mozart.
Hon är dotter till oboisten Göran de Frumerie (född 1936) och brorsbarnbarn till tonsättaren och pianisten Gunnar de Frumerie samt gift med trumpetaren Joakim Agnas.